# جهاز تنظيم إدارة المخلفات (مصر)
جهاز تنظيم إدارة المخلفات هو جهاز حكومي مصري، تابع لوزارة البيئة، أنشأ بموجب قرار رئيس مجلس الوزراء رقم 3005 لسنة 2015، يهدف إلى تنظيم ومتابعة ومراقبة كافة العمليات المتعلقة بإدارة المخلفات على المستوى المركزي والمحلي.

## وصلات خارجية
- الموقع الرسمي للجهاز.